# Alqueidão
Alqueidão es una freguesia portuguesa del concelho de Figueira da Foz, con 13,74 km² de superficie y 3.000 habitantes (2004). Su densidad de población es de 142,9 hab/km².